# トラビス・ディーナー
トラヴィス・ディーナー（Travis Lyle Diener、1982年3月1日 - ）はアメリカ合衆国ウィスコンシン州フォンデュラク出身の元バスケットボール選手。セリエAのディナモ・バスケット・サッサリなどで活躍した。身長185cm、体重79.4kg。ポジションはポイントガード。

## 経歴
マーケット大学ではドウェイン・ウェイド、スティーブ・ノヴァックらとプレーし、チームは2003年のNCAAトーナメントのファイナル4まで勝ち進んだ。
2005年のNBAドラフトでオーランド・マジックから2巡目38位で指名されてNBA入り。ドラフト当初から指摘されたことだが、チームはスティーブ・フランシスとジャミーア・ネルソンを擁しており、ディーナーに活躍の機会は巡ってこなかった。2005年12月2日、メンフィス戦でデビュー。22分で23得点を記録した。
フリーエージェントとなった後、2007年7月23日、インディアナ・ペイサーズと3年契約を結んだ。2010年3月1日、ペイサーズから解雇され、ポートランド・トレイルブレイザーズと契約した。同年8月セリエAのディナモ・バスケット・サッサリと契約を結んだ。

## プレイスタイル
外角からのシュート力に優れ、コート上の視野も広いが、体格と身体能力は平均以下。

## 個人成績

### NBAレギュラーシーズン
| シーズン | チーム | GP  | GS | MPG  | FG%  | 3P%  | FT%  | RPG | APG | SPG | BPG | TO   | PPG |
| -------- | ------ | --- | -- | ---- | ---- | ---- | ---- | --- | --- | --- | --- | ---- | --- |
| 2005–06  | ORL    | 23  | 0  | 10.7 | .420 | .439 | .833 | .9  | .7  | .3  | .0  | 0.43 | 3.8 |
| 2006–07  | ORL    | 26  | 0  | 11.1 | .425 | .360 | .800 | .7  | 1.3 | .2  | .0  | 0.50 | 3.8 |
| 2007–08  | IND    | 66  | 21 | 20.5 | .370 | .318 | .901 | 1.7 | 3.8 | .5  | .1  | 0.83 | 6.9 |
| Career   |        | 115 | 21 | 16.4 | .383 | .344 | .880 | 1.3 | 2.6 | .4  | .0  | 0.60 | 5.6 |